# Cylindropuntia
Cylindropuntia je rod kaktusov, v katerem je združena skupina valjastih opuncij z ostrimi bodicami, ki rastejo v obeh Amerikah. V rodu je 35 vrst, ki rastejo v jugozahodni in južni ZDA, nekaj vrst pa raste v Južni Ameriki. Flora of North America (Flora Severne Amerike) priznava samo 22 vrst. Nekaj vrst ki rastejo v obliki grmov, je uvrščeno v rod Grusonia. V rodu je kar nekaj vrst, ki so prezimne.
Rod Cylindroputia je leta 1856 Georg Engelmann najprej opredelil kot podrod opuncij, kasneje, leta 1936, pa je Frederik Marcus Knuth razvrstil rastline iz podroda v svoj rod Cylindropuntia.

## Izvor imena
Rodovno ime Cylindropuntia izhaja iz grščine: kylindros - cilinder, valj; opuntia-Opuncija.
Vsem grmičastim opuncijam, ki rastejo na jugozahodu USA in v Mehiki, in imajo iglam podobne ostre bodice, delno zaprte v papirnato ovojnico, ter valjaste veje, pravijo 'cholla' (čola).

## Vrste in varietete
- Cylindropuntia abyssi
- Cylindropuntia acanthocarpa
- Cylindropuntia acanthocarpa var. acanthocarpa
- Cylindropuntia acanthocarpa var. coloradensis
- Cylindropuntia acanthocarpa var. ganderi
- Cylindropuntia acanthocarpa var. major
- Cylindropuntia acanthocarpa var. ramosa
- Cylindropuntia acanthocarpa var. thornberi
- Cylindropuntia alamosensis
- Cylindropuntia alcahes
- Cylindropuntia alcahes var. alcahes
- Cylindropuntia alcahes var. burrageana
- Cylindropuntia alcahes var. gigantensis
- Cylindropuntia alcahes var. mcgillii
- Cylindropuntia anteojoensis
- Cylindropuntia antoniae
- Cylindropuntia arbuscula
- Cylindropuntia arbuscula var. congesta
- Cylindropuntia aureispina
- Cylindropuntia bigelovii
- Cylindropuntia bigelovii var. bigelovii
- Cylindropuntia bigelovii var. ciribe
- Cylindropuntia bigelovii var. hoffmannii
- Cylindropuntia bigelowii
- Cylindropuntia brevispina
- Cylindropuntia brittonii
- Cylindropuntia burrageana
- Cylindropuntia caerulescens
- Cylindropuntia californica
- Cylindropuntia californica var. californica
- Cylindropuntia californica var. delgadilloana
- Cylindropuntia californica var. parkeri
- Cylindropuntia californica var. rosarica
- Cylindropuntia calmalliana
- Cylindropuntia campii
- Cylindropuntia cardenche
- Cylindropuntia caribaea
- Cylindropuntia cedrosensis
- Cylindropuntia cholla
- Cylindropuntia ciribe
- Cylindropuntia clavarioides
- Cylindropuntia clavata
- Cylindropuntia clavata var. ancistracantha
- Cylindropuntia clavata var. argentea
- Cylindropuntia clavata var. radicantissima
- Cylindropuntia clavellina
- Cylindropuntia congesta
- Cylindropuntia cylindrica
- Cylindropuntia davisii
- Cylindropuntia delgadilloana
- Cylindropuntia densiaculeata
- Cylindropuntia deserta
- Cylindropuntia echinocarpa (silver cholla)
- Cylindropuntia exaltata
- Cylindropuntia fosbergii
- Cylindropuntia fulgida (jumping cholla ali hanging chain cholla)
- Cylindropuntia fulgida f. cristata
- Cylindropuntia fulgida f. monstruosa
- Cylindropuntia fulgida var. fulgida
- Cylindropuntia fulgida var. mamillata
- Cylindropuntia ganderi
- Cylindropuntia ganderi var. catavinensis
- Cylindropuntia ganderi var. ganderi
- Cylindropuntia grantiorum
- Cylindropuntia haematacantha
- Cylindropuntia hamiltonii
- Cylindropuntia hualpaensis
- Cylindropuntia humahuacana
- Cylindropuntia hypsophila
- Cylindropuntia hystrix
- Cylindropuntia imbricata (cane cholla, tree cholla)
- Cylindropuntia imbricata var. argentea
- Cylindropuntia imbricata var. imbricata
- Cylindropuntia intermedia
- Cylindropuntia kelvinensis
- Cylindropuntia kleiniae
- Cylindropuntia leptocaulis (desert Christmas cactus, Christmas Cholla, tasajillo)
- Cylindropuntia leptocaulis var. badia
- Cylindropuntia leptocaulis var. brevispina
- Cylindropuntia leptocaulis var. glauca
- Cylindropuntia leptocaulis var. longispina
- Cylindropuntia leptocaulis var. pleuriseta
- Cylindropuntia leptocaulis var. pluriseta
- Cylindropuntia leptocaulis var. robustior
- Cylindropuntia leptocaulis var. vaginata
- Cylindropuntia lindsayi
- Cylindropuntia lloydii
- Cylindropuntia maldonadensis
- Cylindropuntia media
- Cylindropuntia metuenda
- Cylindropuntia miquelii
- Cylindropuntia molesta
- Cylindropuntia molesta var. clavellina
- Cylindropuntia molesta var. molesta
- Cylindropuntia mortolensis
- Cylindropuntia multigeniculata
- Cylindropuntia munzii
- Cylindropuntia neoarbuscula
- Cylindropuntia pachypus
- Cylindropuntia pallida
- Cylindropuntia parryi
- Cylindropuntia prolifera
- Cylindropuntia ramosissima(diamond cholla)
- Cylindropuntia ramosissima var. cristata
- Cylindropuntia ramossissima
- Cylindropuntia recondita
- Cylindropuntia recondita var. perrita
- Cylindropuntia rosarica
- Cylindropuntia rosea
- Cylindropuntia rosea var. atrorosea
- Cylindropuntia salmiana
- Cylindropuntia sanfelipensis
- Cylindropuntia santamaria
- Cylindropuntia schickendantzii
- Cylindropuntia schottii (dog cholla)
- Cylindropuntia shaferi
- Cylindropuntia spegazzinii
- Cylindropuntia spinosior (Tasajo cholla)
- Cylindropuntia stanlyi (devil cholla)
- Cylindropuntia subulata
- Cylindropuntia tephrocactoides
- Cylindropuntia teres
- Cylindropuntia tesajo
- Cylindropuntia tesajo var. cineracea
- Cylindropuntia tetracantha
- Cylindropuntia thurberi
- Cylindropuntia tunicata
- Cylindropuntia tunicata var. aricensis
- Cylindropuntia tunicata var. chilensis
- Cylindropuntia verschaffeltii
- Cylindropuntia verschaffeltii f. longispina
- Cylindropuntia versicolor (staghorn cholla)
- Cylindropuntia vestita
- Cylindropuntia vestita var. major
- Cylindropuntia viridiflora
- Cylindropuntia vivipara
- Cylindropuntia weingartiana
- Cylindropuntia whipplei (rat-tail cholla)
- Cylindropuntia whipplei var. enodis
- Cylindropuntia wigginsii
- Cylindropuntia wolfei
- Cylindropuntia wolfii